# Skedvi kyrkby
Skedvi kyrkby är en tätort i Säters kommun och kyrkbyn i Stora Skedvi socken. 

## Befolkningsutveckling
| Befolkningsutvecklingen i Skedvi kyrkby/Stora Skedvi kyrkby 1975–2020                                        | Befolkningsutvecklingen i Skedvi kyrkby/Stora Skedvi kyrkby 1975–2020 | Befolkningsutvecklingen i Skedvi kyrkby/Stora Skedvi kyrkby 1975–2020 | Befolkningsutvecklingen i Skedvi kyrkby/Stora Skedvi kyrkby 1975–2020 | Befolkningsutvecklingen i Skedvi kyrkby/Stora Skedvi kyrkby 1975–2020 |
| --- | --------------------------------------------------------------------- | --------------------------------------------------------------------- | --------------------------------------------------------------------- | --------------------------------------------------------------------- |
| |                                                                       |                                                                       |                                                                       |                                                                       |
| År |                                                                       |                                                                       | Folkmängd                                                             | Areal (ha)                                                            |
| 1975 | 1975                                                                  |                                                                       | 216                                                                   |                                                                       |
| 1980 | 1980                                                                  |                                                                       | 208                                                                   |                                                                       |
| 1990 | 1990                                                                  |                                                                       | 153                                                                   | 13#                                                                   |
| 1995 | 1995                                                                  |                                                                       | 199                                                                   | 39#                                                                   |
| 2000 | 2000                                                                  |                                                                       | 205                                                                   | 39                                                                    |
| 2005 | 2005                                                                  |                                                                       | 185                                                                   | 39#                                                                   |
| 2010 | 2010                                                                  |                                                                       | 208                                                                   | 38                                                                    |
| 2015 | 2015                                                                  |                                                                       | 407                                                                   | 77                                                                    |
| 2020 | 2020                                                                  |                                                                       | 400                                                                   | 79                                                                    |
| Anm.: Ny tätort 1975. Ej tätort 1990-2000 samt 2005. 2015 sammanvuxen med småorten Kyrkberget. # Som småort. |                                                                       |                                                                       |                                                                       |                                                                       |

## Samhället
På orten finns Stora Skedvi kyrka och en hembygdsgård.

## Näringsliv
Här fanns tidigare knäckebrödstillverkaren Vika Bröd. Efter uppköp av Leksandsbröd lades tillverkningen i Skedvi ner, men återöppnades hösten 2014 i ny regi under namnet Skedvi bröd, men med knäckebröd bakat på det ursprungliga receptet.

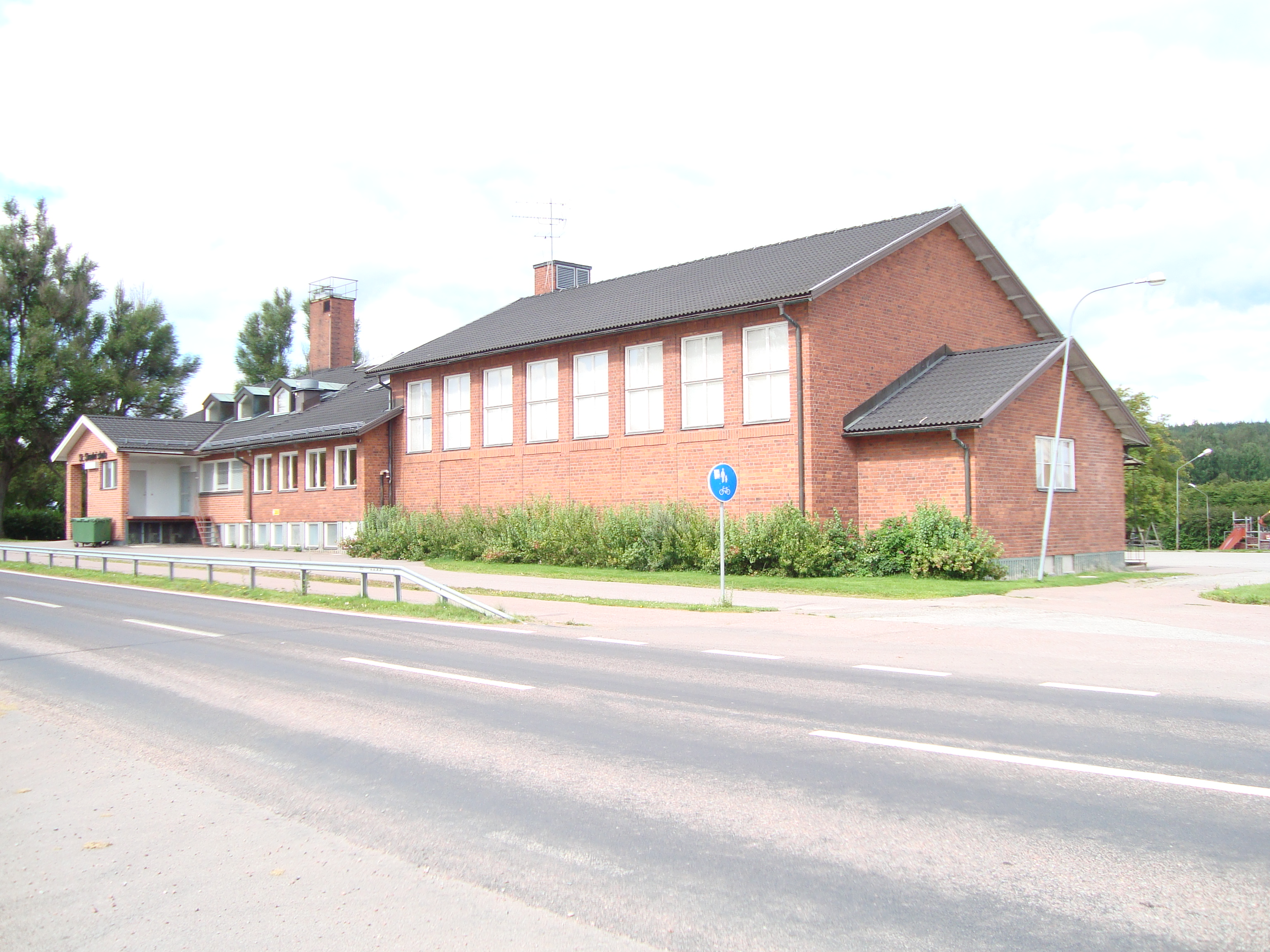
Stora Skedvi skola.
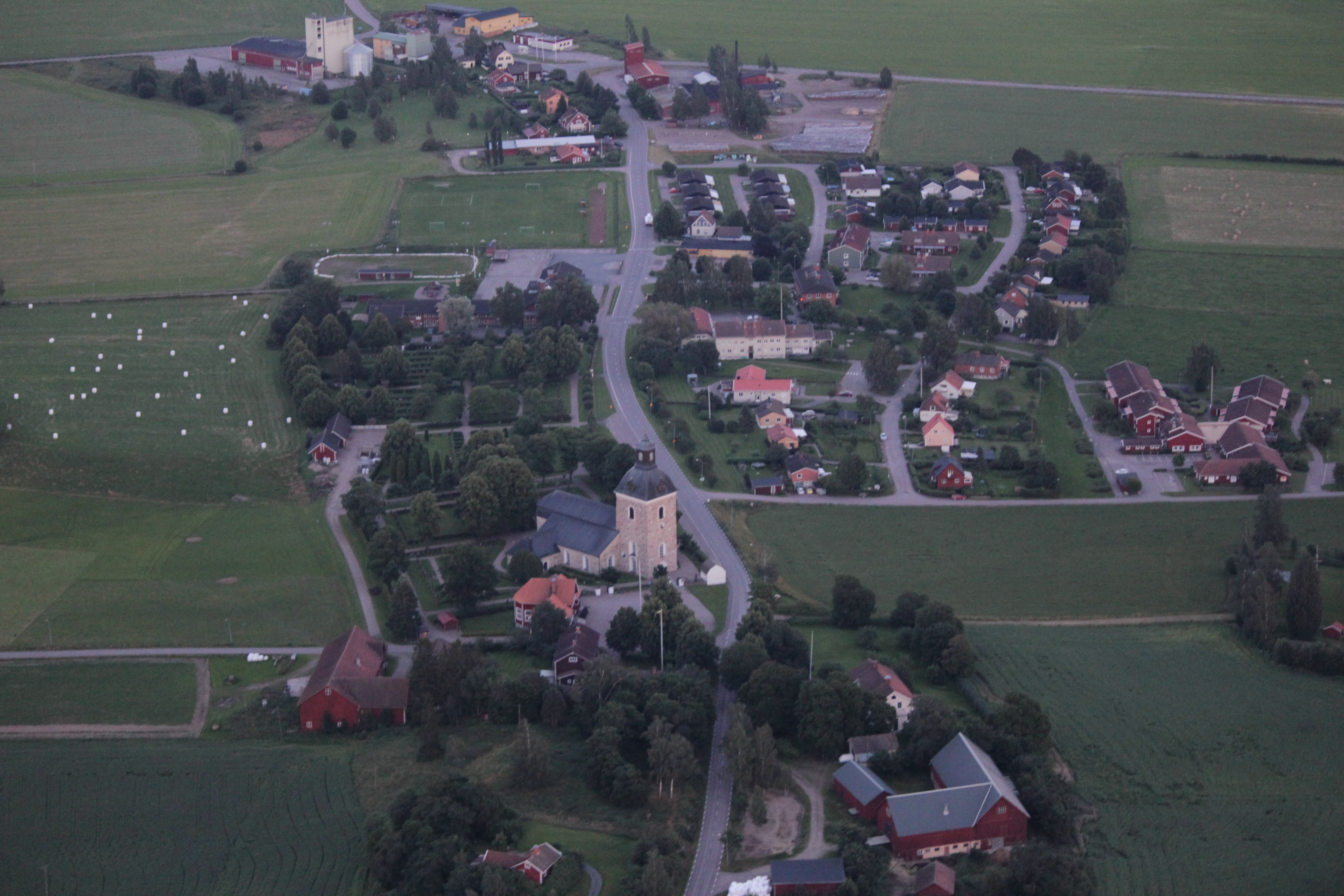
Skedvi kyrkby från ovan.
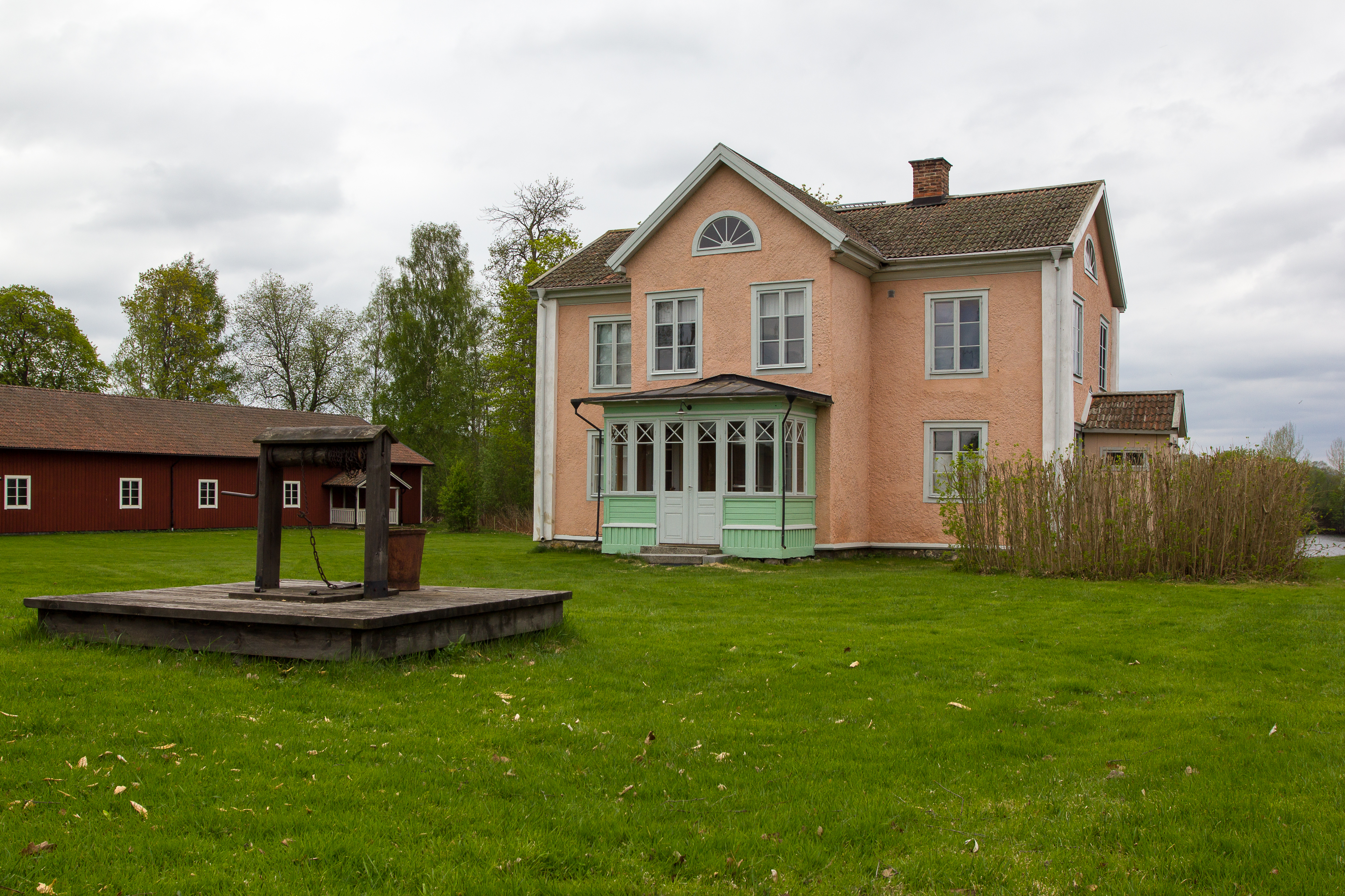
Kaplansgården på hembygdsgården i Stora Skedvi.